# Divisões de infantaria (Alemanha)
Após o fim da Primeira Guerra Mundial a Alemanha sofreu diversas sanções políticas e econômicas dos países aliados, entre as quais estava a limitação do exército a ter um máximo de 7 divisões de infantaria.